# Biserica reformată din Recea

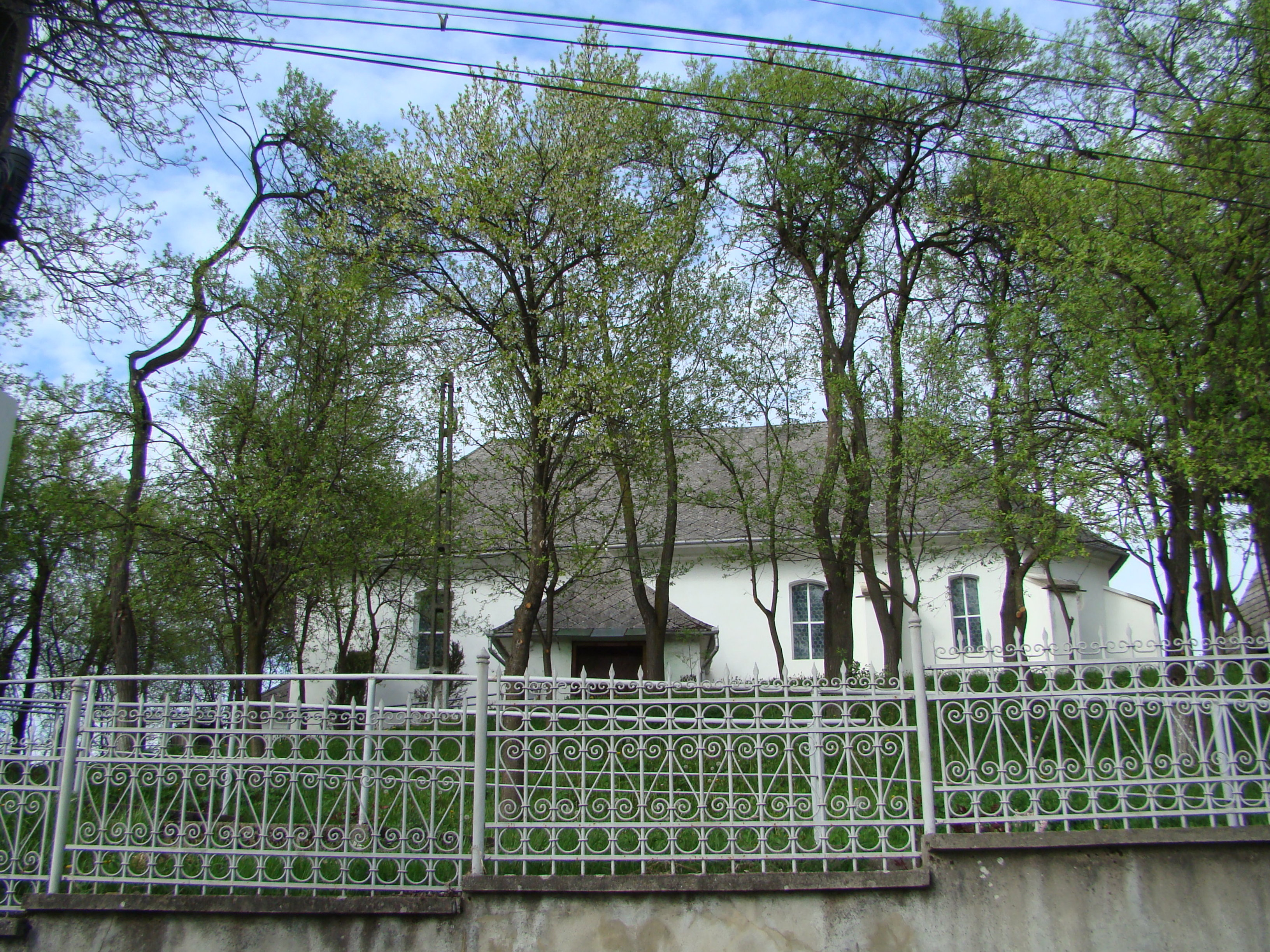
Biserica reformată din Recea (aprilie 2017)

Biserica reformată din Recea este un lăcaș de cult aflat pe teritoriul satului Recea, comuna Vârșolț, județul Sălaj. Clopotnița de lemn a bisericii este monument istoric cod LMI SJ-II-m-A-05105.

## Localitatea
Recea (în maghiară Krasznarécse) este un sat în comuna Vârșolț din județul Sălaj, Transilvania, România. A fost menționat pentru prima oară în 1270-1272, cu denumirea Rechie.

## Biserica
A fost la începuturi biserică catolică, în ciuda numeroaselor transformări, la sanctuar se mai pot observa elemente ale stilului gotic. Biserica nu avea turn doar o clopotniță, construită în apropiere. Pe una din grinzile ei e trecut anul 1754 și numele celor care au construit-o: Pap Tamás și Nagy Miháj.
În clopotniță a rămas clopotul mare de 250 kg, turnat în anul 1701 la comanda moșierului Guti Farkas. Clopotul mic, turnat în 1524, se află în biserică, lângă amvon. A fost rechiziționat în primul război mondial, dar nu a fost topit și a fost ulterior recuperat.
În loc de orgă se folosește un armoniu Zimmermann construit la începutul secolului XX la Bratislava. Singura fereastră gotică care s-a mai păstrat se află pe peretele sud-estic al bisericii.

## Vezi și
- Recea, Sălaj